# Епідемія сибірки в Єкатеринбурзі
Епідемія сибірки в Єкатеринбурзі — спалах сибірки, який стався у Свердловську (нині Єкатеринбург) у 1979 році.
Згідно з офіційною версією, цю епідемію (як і більшість інших випадків зараження сибіркою в світі) спричинило вживання в їжу м'яса зараженої збудником худоби.
Але низка дослідників та безпосередні учасники подій заперечують це і впевнені, що епідемію породив випадковий викид в атмосферу хмари спор збудника сибірки Bacillus anthracis з військово-біологічної лабораторії військового містечка № 19 (Свердловськ-19), розташованого в Чкаловському районі. Цей об'єкт належав до суворо секретної системи Биопрепарат, що займалася розробкою і виробництвом біологічної зброї, забороненої міжнародною конвенцією, до якої 1972 року приєднався й СРСР.
Проти версії зараження через м'ясо свідчить той факт, що люди хворіли на легеневу форму сибірки, яка не може виникнути при підготовці сирого м'яса до готування або при вживанні погано термічно обробленого зараженого м'яса. Такому розвитку захворювання відповідає саме зараження спорами через повітря, куди вони могли потрапити внаслідок аерогенного викиду з заводу.

## Відео
- Сепсис 002 (фільм-катастрофа) 1 серія (новини) [Архівовано 15 грудня 2015 у Wayback Machine.](рос.)
- Сепсис 002 (фільм-катастрофа) 2 серія (новини) [Архівовано 30 вересня 2016 у Wayback Machine.](рос.)